# Jean-Pierre Bionda
Jean Charles „Jean-Pierre“ Bionda (* 29. Februar 1928 in Cortaillod; † 11. November 2003 in Nyon) war ein Schweizer Jazzpianist. Neben Henri Chaix war er „wohl der einflussreichste Pianist“ der französischsprachigen Schweiz (Bruno Spoerri).

## Leben und Wirken
Seit 1951 war er langjähriges Mitglied der New Orleans Wild Cats. Mit Raymond Droz spielte er Dixieland; zugleich trat er im Bereich des Modern Jazz auf mit Raymond Court, Serge Wintsch und Pierre Bouru. Auf dem Jazz Festival Montreux konzertierte er 1974 mit den Pop Corn All Stars (u. a. mit Raymond Court und Raymond Droz) in einem Armstrong-Tribut und 1985 mit dem Quintett von Court und Peter Candiotto. Er nahm auch mit seinem eigenen Trio, wiederholt mit den Tremble Kids und mit Oscar Klein auf.

## Diskographische Hinweise
- Bionda Trio (Columbia 1957)
- The Tremble Kids Featuring Bill Coleman (Columbia 1957)
- Oscar Klein: Chicagoan All Stars (MPS 1973)
- Court-Candiotto Quintet Live In Montreux (Plainisphare 1985)
- Swiss Dixieland All Stars (AvoDisk 2000)

## Lexigraphischer Eintrag
- Bruno Spoerri (Hrsg.):  Biografisches Lexikon des Schweizer Jazz CD-Beilage zu: Bruno Spoerri (Hrsg.): Jazz in der Schweiz. Geschichte und Geschichten. Chronos-Verlag, Zürich 2005, ISBN 3-0340-0739-6